# Calliopsis fulgida
Calliopsis fulgida är en biart som beskrevs av Shinn 1967. Calliopsis fulgida ingår i släktet Calliopsis och familjen grävbin. Inga underarter finns listade.